# Piet Jan Willekens
Piet Jan Willekens (Reusel, 6 dicembre 1881 – Yogyakarta, 27 gennaio 1971) è stato un missionario e vescovo cattolico olandese.

## Biografia
Fece i primi studi presso i gesuiti del collegio di Turnhout e proseguì la sua formazione nel seminario di 's-Hertogenbosch. Il 26 settembre 1900 entrò nel noviziato della Compagnia di Gesù; fu ordinato prete il 24 agosto 1915.
Tra il 1917 e il 1925 fu maestro dei novizi: poiché la provincia olandese della Compagnia comprendeva la missione indonesiana di Batavia, conobbe alcuni novizi indonesiani e si preoccupò dell'apertura di un noviziato in Indonesia per aspiranti indigeni e per futuri missionari.
Fu rettore del teologato di Maastricht e poi visitatore in Indonesia, nel Madurai, in Ungheria e in Inghilterra.
Nel 1934 fu eletto vescovo titolare di Zorava e vicario apostolico di Batavia.
Fu presidente della conferenza episcopale indonesiana e diede un notevole impulso alle attività missionarie. Nel 1936 fondò il seminario maggiore e nel 1938 la congregazione delle Ancelle di Cristo di Semarang.
Nel 1940 consacrò il primo vescovo indonesiano, il gesuita Albert Soegijapranata, che era stato suo novizio.
Durante l'occupazione giapponese nel corso della seconda guerra mondiale, rimase l'unico missionario straniero rimasto in libertà.
Lasciò la guida del vicariato nel 1952 e tornò a occuparsi alla formazione dei sacerdoti gesuiti come istruttore del terzo anno di probazione; fu poi padre spirituale degli studenti gesuiti del teologato di Yogyakarta.

## Genealogia episcopale e successione apostolica
La genealogia episcopale è:
- Vescovo Johannes Wolfgang von Bodman
- Vescovo Marquard Rudolf von Rodt
- Vescovo Alessandro Sigismondo di Palatinato-Neuburg
- Vescovo Johann Jakob von Mayr
- Vescovo Giuseppe Ignazio Filippo d'Assia-Darmstadt
- Arcivescovo Clemente Venceslao di Sassonia
- Arcivescovo Massimiliano d'Asburgo-Lorena
- Vescovo Kaspar Max Droste zu Vischering
- Vescovo Cornelius Ludovicus van Wijckerslooth van Schalkwijk
- Arcivescovo Joannes Zwijsen
- Vescovo Franciscus Jacobus van Vree
- Arcivescovo Andreas Ignatius Schaepman
- Arcivescovo Pieter Mathijs Snickers
- Vescovo Gaspard Josephus Martinus Bottemanne
- Arcivescovo Hendrik van de Wetering
- Vescovo Arnold Frans Diepen
- Vescovo Johannes Aerts, M.S.C.
- Vescovo Piet Jan Willekens, S.I.

La successione apostolica è:
- Arcivescovo Albert Soegijapranata, S.I. (1940)
- Vescovo Jacques Hubert Goumans, O.S.C. (1942)